# Pandiaka carsonii
Pandiaka carsonii là loài thực vật có hoa thuộc họ Dền. Loài này được C.B. Clarke mô tả khoa học đầu tiên năm.